# Made in USA (1966)
Made in U.S.A. ist ein französischer Spielfilm von Jean-Luc Godard aus dem Jahr 1966 und basiert lose auf verschiedenen klassischen amerikanischen Gangsterfilmen, darunter The Big Sleep, und auf dem Buch The Jugger von Donald E. Westlake. Da Westlake in den USA ein Verfahren wegen Copyright-Verletzung anstrengte, wurde der Film dort erst 2009 gezeigt. Es handelt sich zudem um den letzten Film von Godard, in dem Anna Karina die Hauptrolle spielte.

## Handlung
Der Film spielt in einer, von 1966 aus gesehen, nahen Zukunft. Aus den Dialogen kann man schließen, dass man das Jahr 1969 schreibt. – Paula Nelson möchte ihren Freund Richard in Atlantic Cité treffen, erfährt aber, dass er ermordet wurde. Sie versucht, die Hintergründe des Mordes zu ergründen und den Täter zu finden. Dabei trifft sie auf viele Gangster und wird selbst zur Mörderin.

## Varia
- Die Dreharbeiten fanden in den Zeiträumen vom 16. bis zum 30. Juli sowie vom 28. August bis zum 8. September 1966 statt, teilweise parallel mit denen zu Zwei oder drei Dinge, die ich von ihr weiß.[1]
- Dem Film vorangesetzt ist die Widmung „A NICK ET SAMUEL / QUI M'ONT ÉLEVÉ / DANS LE RESPECT DE / L'IMAGE ET DU SON“. („Für Nick (Nicholas Ray) und Samuel (Sam Fuller), die mich im Respekt für das Bild und den Ton erzogen haben.“)
- Paula Nelsons Satz aus ihrem Off-Kommentar zur Situation, in die sie geraten ist – „Ich habe den Eindruck, mich in einem Film von Walt Disney zu bewegen, in dem aber Humphrey Bogart spielt, also in einem politischen Film.“[2] – ist auch als Godards Beschreibung der eigenen Intention bei Made in U.S.A. gewertet worden.[3]
- Wie in einigen anderen Filmen Godards gibt es in Made in U.S.A. keine eigens für den Film komponierte Originalmusik. Stattdessen setzt Godard kurze, häufig wiederholte Fragmente klassischer Musik ein. Es sind dies kurze Ausschnitte aus der 5. Sinfonie und aus Klaviermusik von Beethoven sowie, am häufigsten wiederholt, das melodische Motiv aus dem zweiten Satz von Robert Schumanns 3. Sinfonie („Die Rheinische“).[4] Und es gibt einen Gastauftritt der damals 19-jährigen Marianne Faithfull, die den Song As Tears Go By singt.
- Der Nachname von Paulas Freund ist im Ton des Films niemals zu verstehen, denn jedes Mal, wenn er ausgesprochen wird, überlagert Lärm die jeweilige Stimme. In den deutschen Untertiteln heißt es jeweils „Richard P...“. Im Gespräch hat Godard gesagt, der Name des Toten sei „Richard Politzer“ gewesen.[5] So wie auch andere Rollennamen die Namen realer Personen sind (Donald Siegel, Richard Widmark, David Goodis etc.), so ist hier der Name „Politzer“ sicher ein Hinweis auf den marxistischen Theoretiker Georges Politzer.[6] – In der französischen Originalfassung des Films wird die Tonbandaufnahme Richard Politzers von Godard selbst gesprochen.

## Kritiken
Die New York Times nannte den Film in einer Kritik aus dem Jahr 2009 „zwar keinen der größten Hits Godards, aber dennoch eine tolle B-Seite.“ Auf Rotten Tomatoes hielt er Anfang 2020 eine Publikumsbewertung von 60 % und eine Kritikerbewertung von 85 %.